# Jusix
Jusix település Franciaországban, Lot-et-Garonne megyében. Lakosainak száma 94 fő (2022. január 1.). Jusix Lamothe-Landerron, Bourdelles, Mongauzy, Couthures-sur-Garonne, Meilhan-sur-Garonne, Sainte-Bazeille és Saint-Martin-Petit községekkel határos.

## Népesség
A település népességének változása:
| Lakosok száma | 200  | 141  | 134  | 118  | 118  | 123  | 116  | 102  | 99   | 94   |
|               | 1968 | 1982 | 1990 | 2006 | 2013 | 2015 | 2017 | 2019 | 2020 | 2022 |